# Нектанеб I
| N5 | L1 | D28 |

| N5 | L1 | D28 |

| N5 | L1 | D28 |

| N5 | L1 | D28 |

| N5 | L1 | D28 |

| N5 | L1 | D28 |

| N5 | L1 | D28 |

| N5 | L1 | D28 |

| N35 · M3 | Aa1 · X1 · D40 | V30 · I9 |

| N35 · M3 | Aa1 · X1 · D40 | V30 · I9 |

| N35 · M3 | Aa1 · X1 · D40 | V30 · I9 |

| N35 · M3 | Aa1 · X1 · D40 | V30 · I9 |

| N35 · M3 | Aa1 · X1 · D40 | V30 · I9 |

| N35 · M3 | Aa1 · X1 · D40 | V30 · I9 |

| N35 · M3 | Aa1 · X1 · D40 | V30 · I9 |

| N35 · M3 | Aa1 · X1 · D40 | V30 · I9 |

Нектанеб I (Nectanabo, Kheperkara Nekhetnebef), понякога Нектанебид I, или Хеперкара от Себенит е първи фараон от Тридесета династия на Древен Египет.
Идва на трона след като сваля от властта Неферит II. Нектанеб I е основател на последната династия от фараони с местен египетски произход. Управлява през 380 – 362 пр.н.е.
Нектанеб I прекарва голяма част от управлението си отбранявайки Египет във войни срещу Персийската империя. Той е известен също и със своята строителна дейност.
По това време Късното египетско царство разчита главно на помощта на елинските наемници, за да осигури своята безопасност и политическа независимост от персийския цар. Когато Атина е принудена от персийския цар да отзове от Египет своя успешен пълководец Хабрий, Нектанеб изпраща делегация, която да издейства той да бъде върнат, но не постига успех. Заедно с Хабрий си тръгнали и повечето от елинските наемници. Липсата на достатъчно войски създало фатална опасност за Египет, когато през 374 пр.н.е. многобройна и силна персийска армия настъпила към Делтата. На страната на персите бил наемният генерал Ификрат и неговите войници. След първоначалния успех, персите се отдали на мародерство и поробвали населението, докато Нектанеб I се оттеглил на юг и се укрепил в Мемфис. Тогава настъпил сезона на пълноводието на Нил и персийската армия скоро била принудена да се оттегли.
През 370-те години големите бунтове на сатрапите в Мала Азия, ангажирали и попречили на ахеменидския владетел да организира нов поход срещу Египет. Междувременно генерал Хабрий отново бил пратен на служба при фараона, който започнал организирането на ответна война срещу Персийската империя.
От 365 пр.н.е. Нектаниб I управлява съвместно със своя син Тах, който го наследява на трона след смъртта му през 362 пр.н.е.